# Grotemarkt
De Grotemarkt in Rotterdam Centrum is het voetpad langs de noordzijde van de Markthal. Het loopt parallel aan de Hoogstraat, van de Dominee Jan Scharpstraat tot de straat Westnieuwland.

## Marktplein
Tot het bombardement op Rotterdam in 1940 was de Grotemarkt een marktplein dat de Steigersgracht overkluisde. Het plein werd in 1556 of 1557 aangelegd en eerst Nieuwe Brug genoemd en later Westbrug. In 1622 werd langs de oostelijke waterkant een standbeeld van Desiderius Erasmus geplaatst.
In de 18e en 19e eeuw werd daarom ook gerefereerd aan het plein met de naam Erasmusmarkt. Het plein werd ook wel de Oude Markt genoemd of de West-Nieuwlandsebrug.
Na de tweede wereldoorlog verrees aan de Grotemarkt een woonflat, het Van Herk Blok, die aan de achterzijde op de Hoogstraat uitkeek. Ook kwam er een parkeergarage. Beide werden gesloopt voor de bouw van de Markthal.

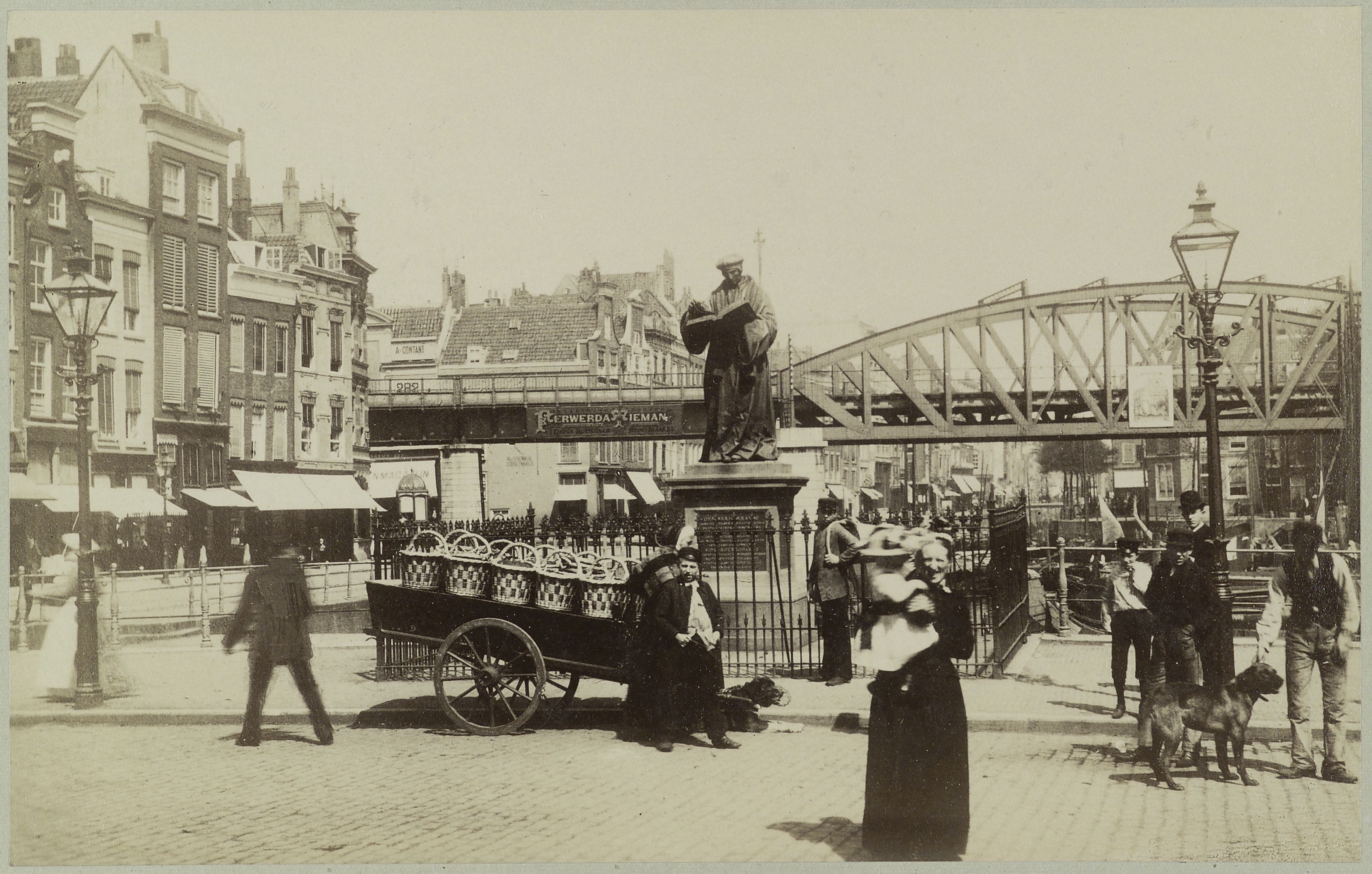
Standbeeld van Eramus op de Grotemarkt. Daarachter het Luchtspoor